# New Market (Alabama)
New Market – jednostka osadnicza w Stanach Zjednoczonych, w stanie Alabama, w hrabstwie Madison.